# Burgstraße 28 (Alsleben)

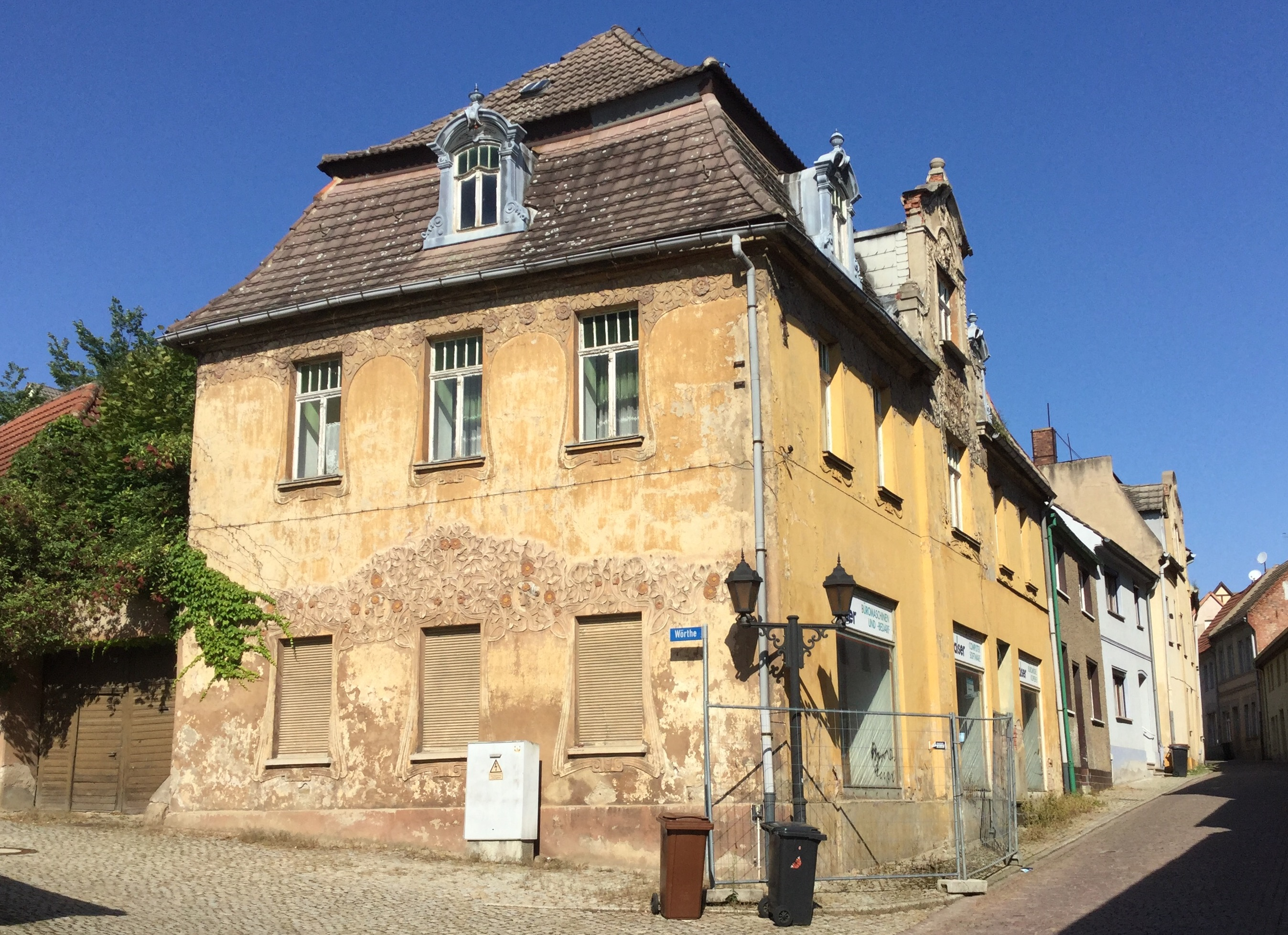
Haus Burgstraße 28. Giebelseite zur Wörthe

Das Gebäude Burgstraße 28 ist ein denkmalgeschütztes Wohn- und Geschäftshaus in Alsleben (Saale) in Sachsen-Anhalt.

## Lage
Es befindet sich im südlichen Teil der historischen Alsleber Altstadt auf der Südwestseite der Burgstraße in einer Ecklage zur südlich hiervon einmündenden Straße Wörthe.

## Architektur und Geschichte

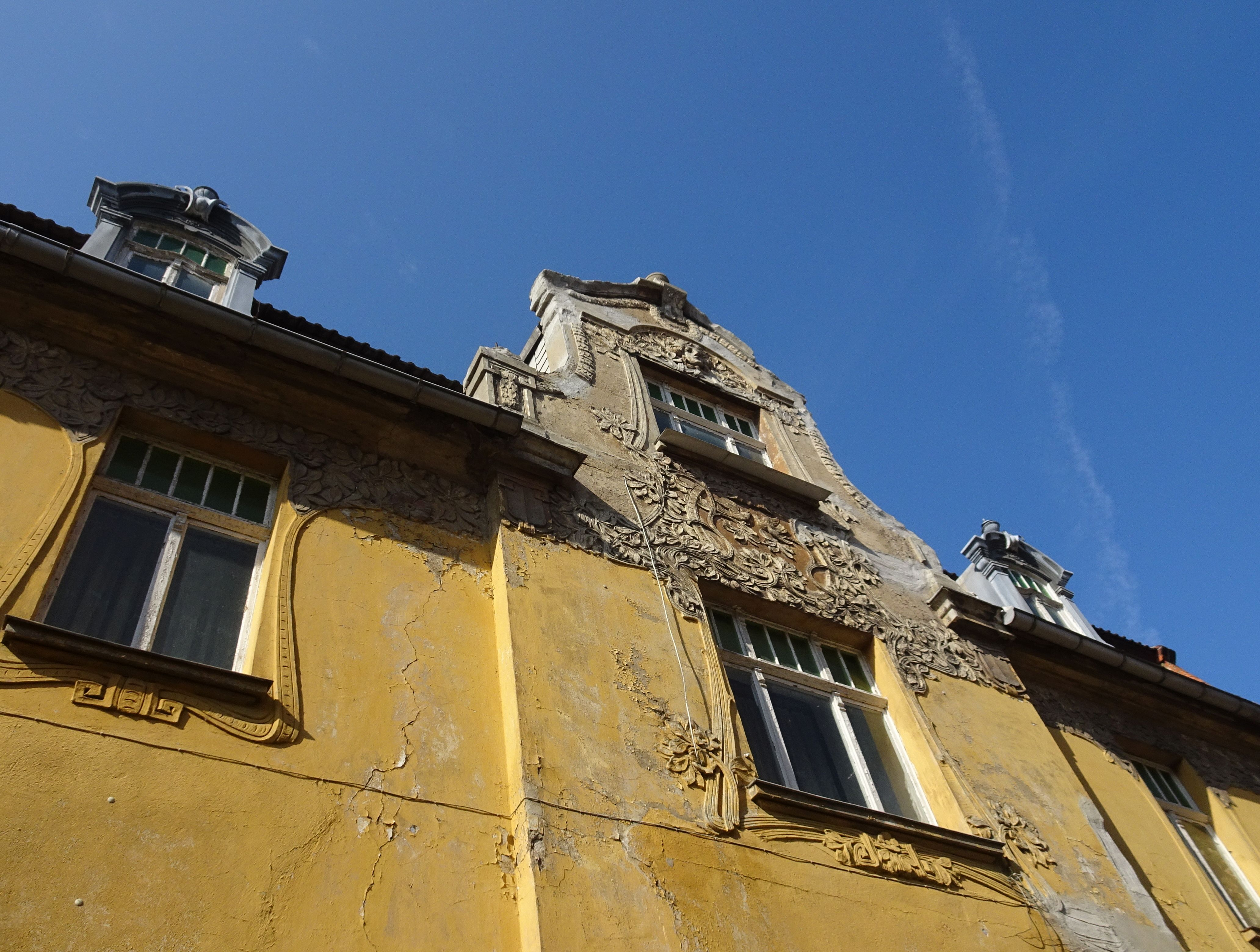
Fassadendetail auf der Seite zur Burgstraße

Das große aus Ziegeln errichtete, verputzte zweigeschossige Gebäude geht in seinem Kern bis auf das Barock zurück. Im Jahr 1905 erhielt das Haus eine aufwendig gestaltete Schmuckfassade. Sowohl die Fassade zur Burgstraße als auch die Giebelseite zur Wörthe ist üppig mit Jugendstilelementen verziert. Es ist das einzige Gebäude dieser Art in Alsleben. Bedeckt ist der Bau mit einem hohen Mansarddach.
Im Denkmalverzeichnis für Alsleben (Saale) ist das Wohn- und Geschäftshaus unter der Erfassungsnummer 094 60009 als Baudenkmal eingetragen.